# Station Tallinn-Väike
Station Tallinn-Väike (Duits: Reval-Kleinbahnhof, Russisch: Ревель-Главная; Väike betekent ‘klein’) is een station in de Estische hoofdstad Tallinn. Het station is geopend in 1901 en ligt in de wijk Kitseküla aan de spoorlijn Tallinn-Lelle. Het wordt bediend door de spoorwegmaatschappij Elron. Het stationsgebouw is niet meer als zodanig in gebruik, maar nog wel aanwezig.

## Geschiedenis
Op 1 augustus 1901 kwam een smalspoorlijn met een spoorbreedte van 750 mm tussen het station Tallinn-Väike en een station bij de haven van Tallinn in de wijk Sadama gereed. In hetzelfde jaar werd Tallinn-Väike ook aangesloten op de smalspoorlijn van Tallinn via Lelle naar Viljandi en Mõisaküla, die vanaf 1897 in fasen was aangelegd. In 1928 werd een smalspoorlijn van Lelle naar Pärnu geopend. Pärnu was ook vóór die tijd per spoor bereikbaar, maar dan langs een tijdrovende omweg via Mõisaküla.
In Tallinn-Väike was het depot voor smalspoorlocomotieven gevestigd. Pas in de jaren dertig kreeg het station een verbinding met het  Baltische Station, het hoofdstation van Tallinn.
In de jaren zestig en zeventig werd het smalspoor omgebouwd naar breedspoor met de in de Sovjet-Unie gebruikelijke spoorwijdte van 1520 mm. In 1971 was de ombouw van de lijnen Tallinn-Lelle-Viljandi en Tallinn-Lelle-Pärnu voltooid. Toen werd het locomotievendepot in Tallinn-Väike gesloten. Doorgaande treinen vanaf het Baltische station naar Viljandi en Pärnu waren nu mogelijk geworden. De spoorlijn van Viljandi naar Mõisaküla, die niet was omgebouwd, sloot in 1973. De lijn van Tallinn-Väike naar de haven sloot in 1971. Het havenstation (Estisch: Tallinn-Sadam, Duits: Reval-Hafen, Russisch: Ревель-Гавань), dat veel op Tallinn-Väike leek, moest rond 1980 wijken voor een uitbreiding van de Universiteit van Tallinn.

## Treinen
In Tallinn-Väike stoppen de volgende treinen:
| Vervoerder | Treinsoort | Route                      | Opmerkingen                                                                      |
| ---------- | ---------- | -------------------------- | -------------------------------------------------------------------------------- |
| Elron      | Sneltrein  | Tallinn – Lelle – Viljandi | Stopt niet in Männiku, Kasemetsa, Roobuka, Vilivere, Lohu, Hagudi, Keava en Kolu |
| Elron      | Stoptrein  | Tallinn – Lelle            | Stopt op alle tussenliggende stations                                            |

De lijn Tallinn-Lelle-Viljandi/Pärnu is niet geëlektrificeerd en wordt bediend door dieseltreinen.

## Faciliteiten
In Tallinn-Väike zijn nog steeds opstelsporen voor het parkeren van materieel. In 1994 is een nieuwe reparatiewerkplaats gebouwd.
Op loopafstand van het station bevinden zich de tramlijnen 3 van Tondi naar Kadriorg en 4 van Tondi naar Ülemiste.

## Foto’s

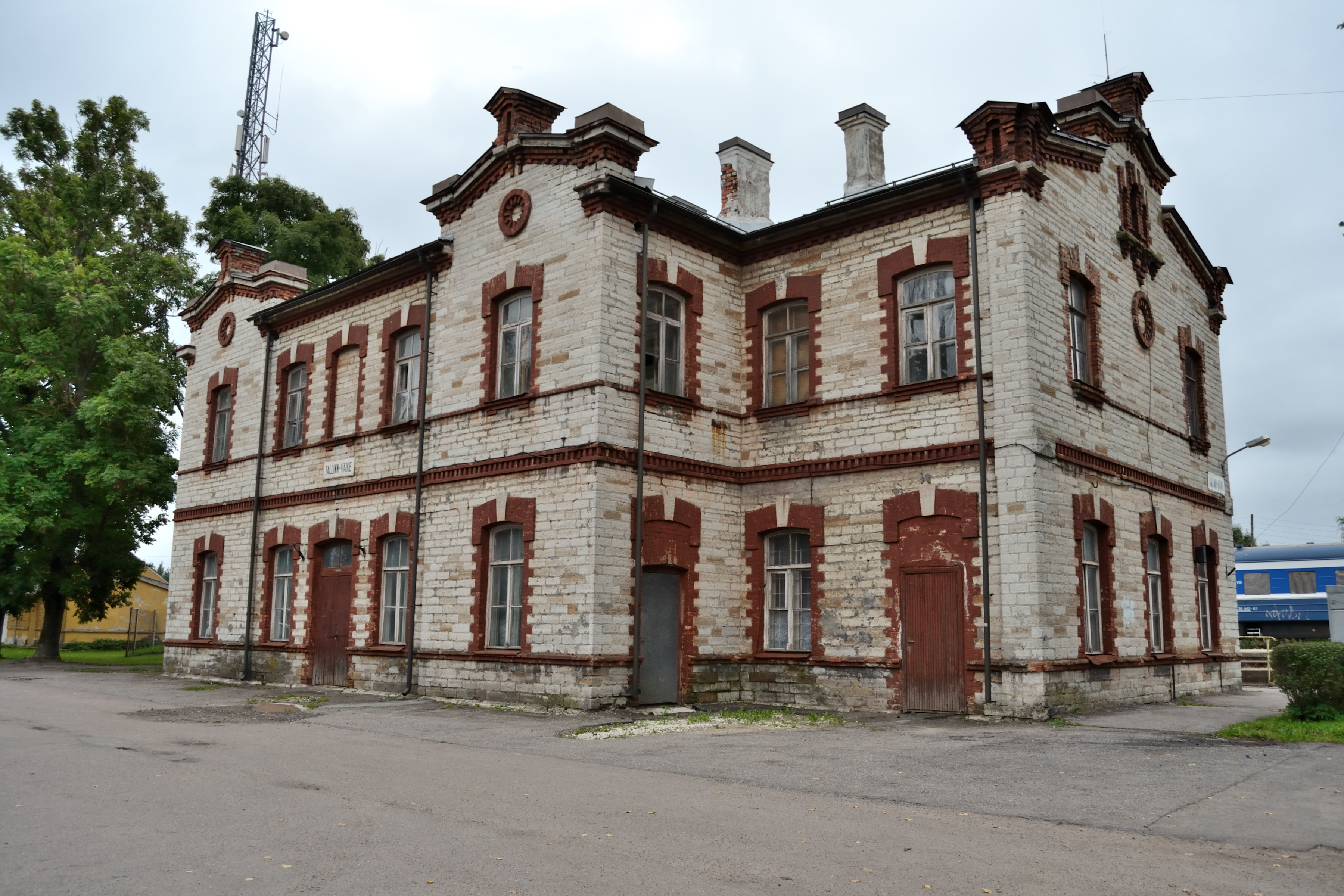
Het stationsgebouw aan de straatkant
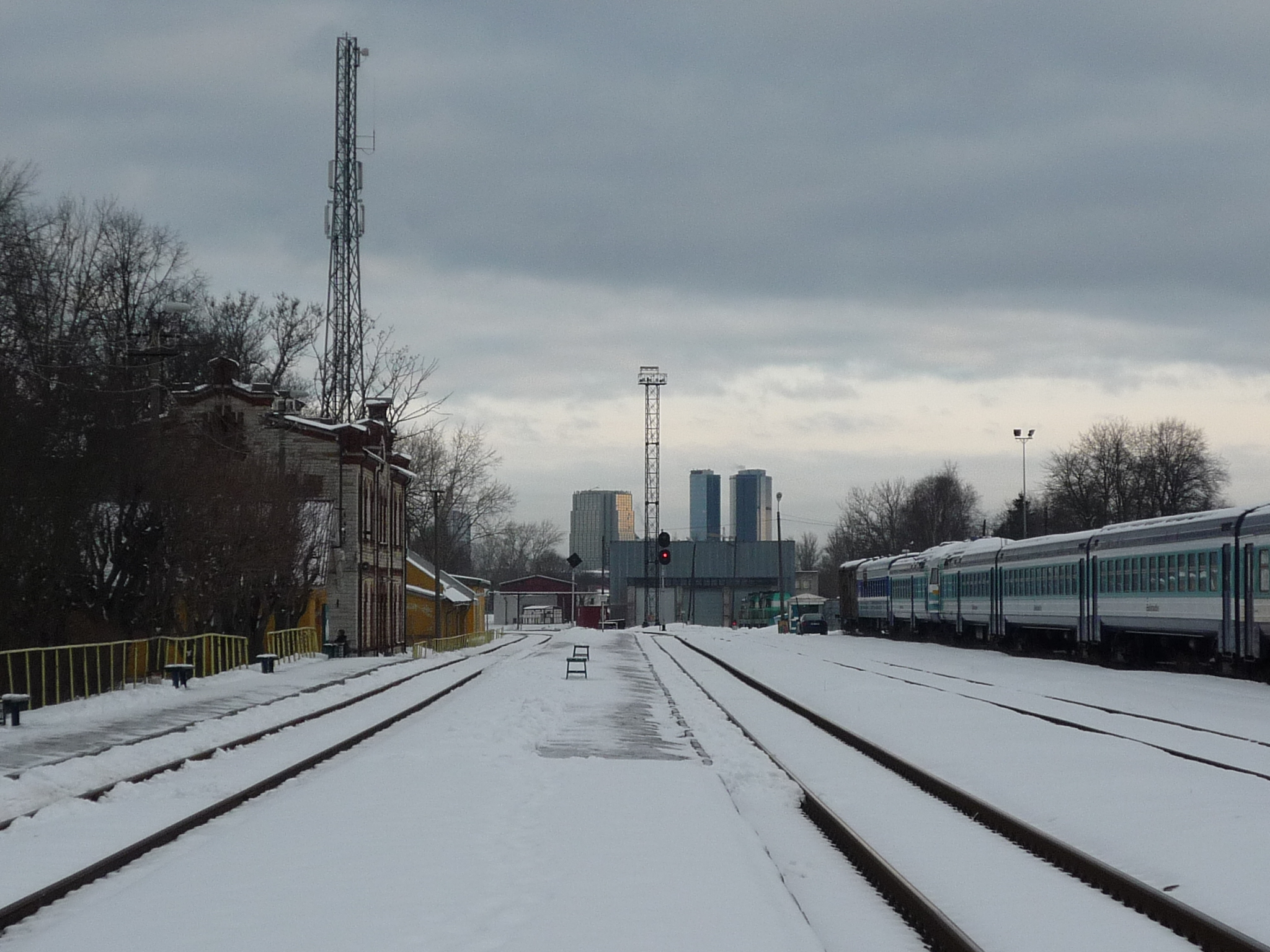
Het emplacement
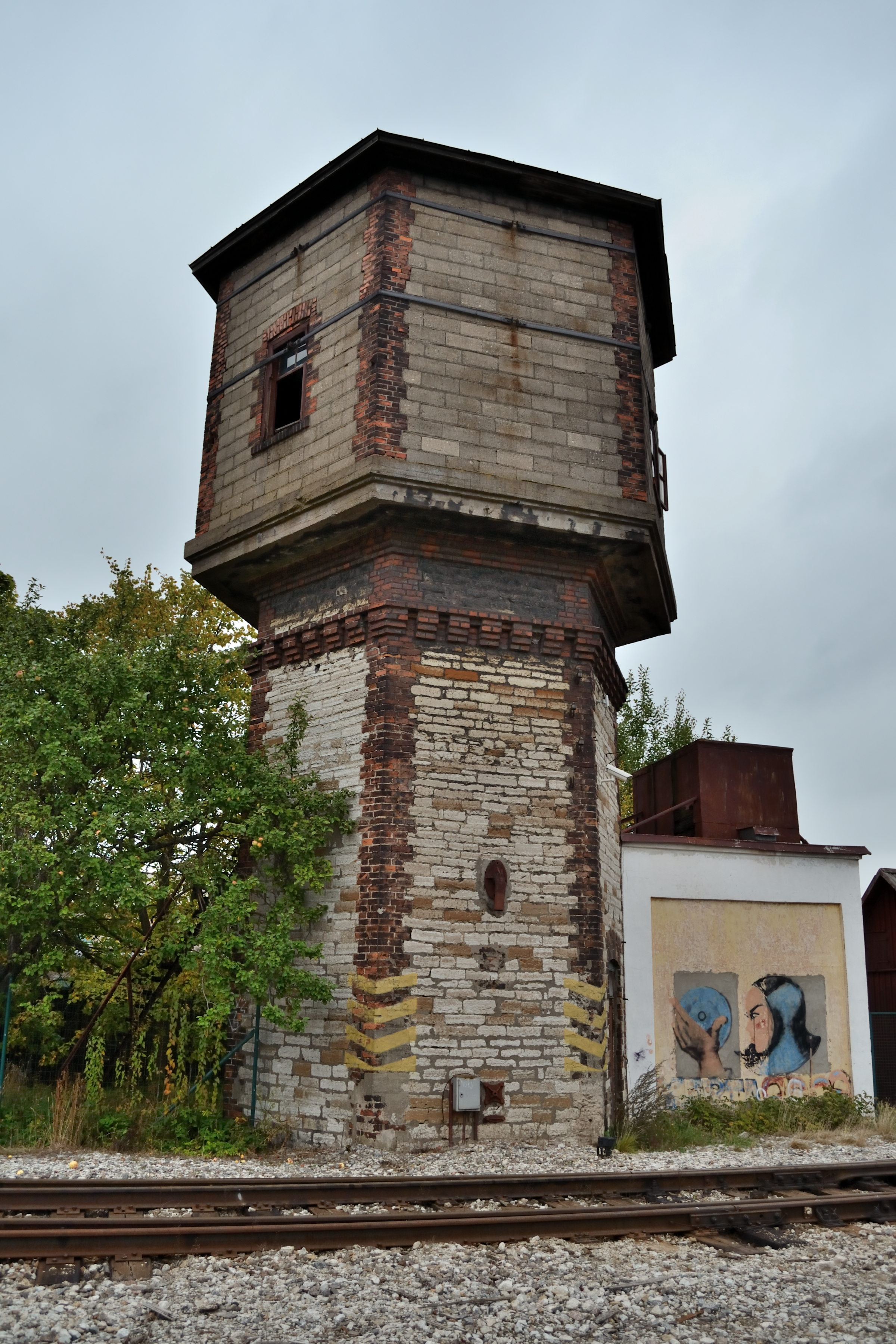
Watertoren bij het station
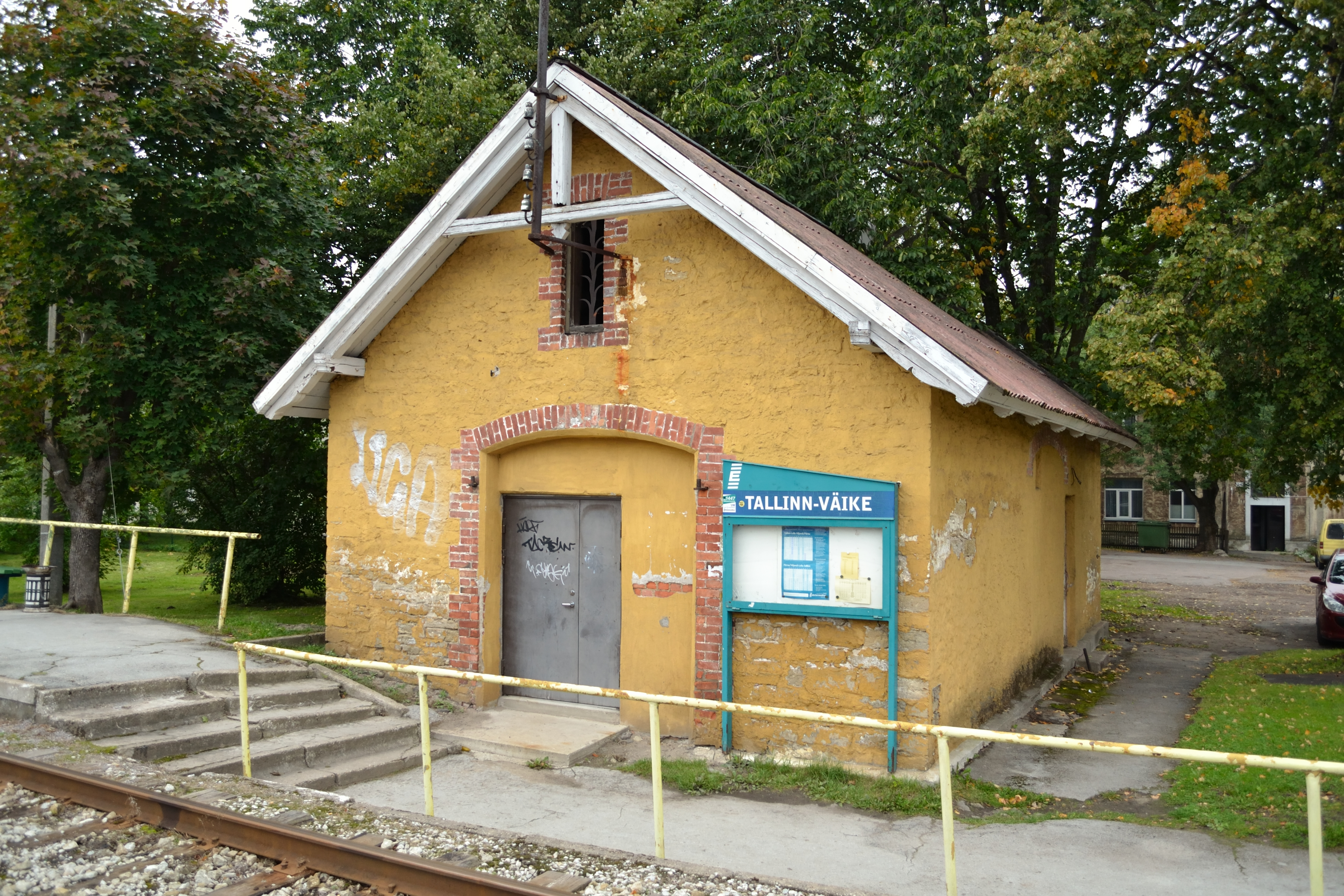
Keet bij het station, met dienstregeling
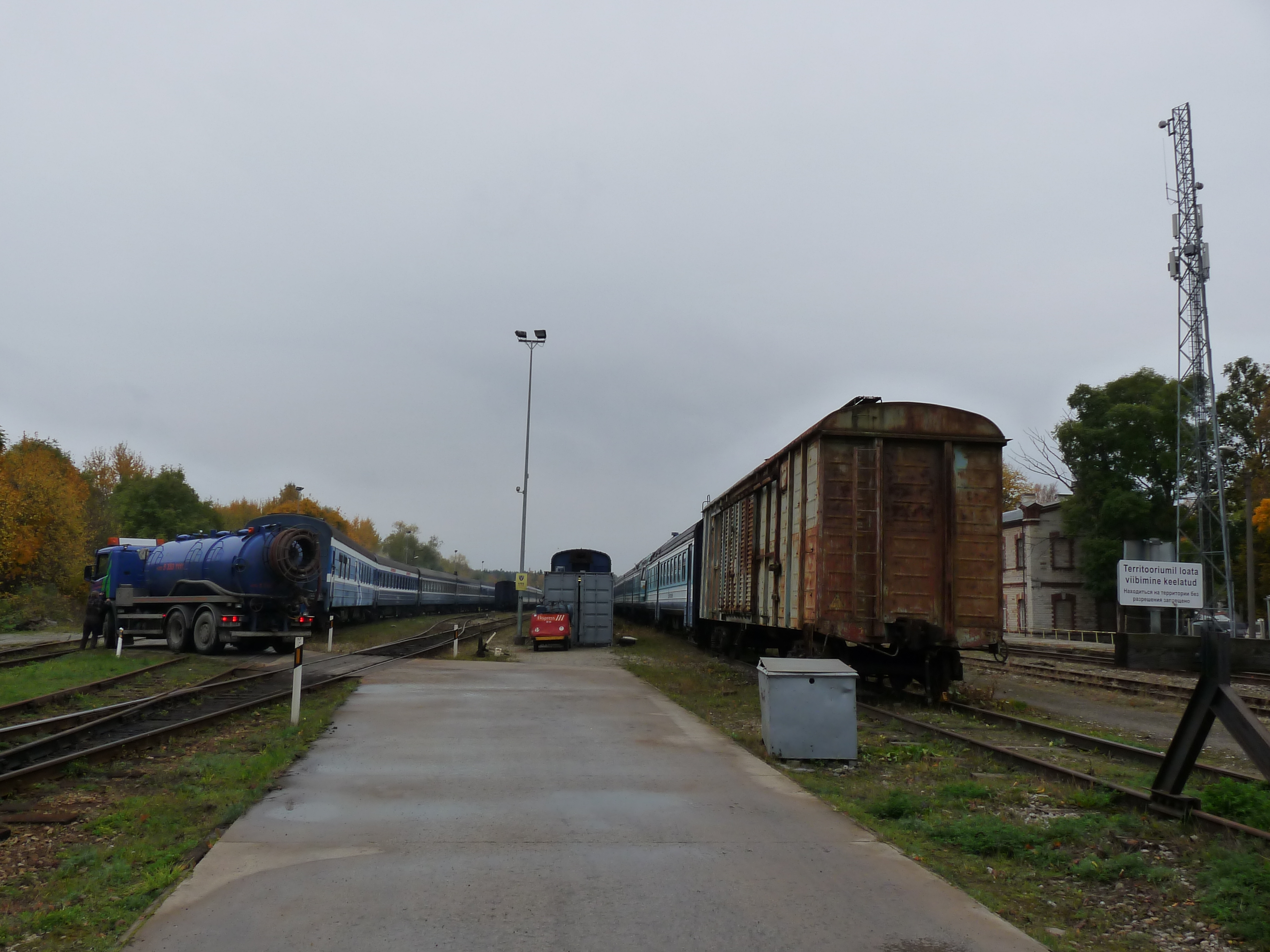
Geparkeerde treinen